# ARM Escobedo (PO-103)
La patrulla oceánica ARM Mariano Escobedo es un buque de la Armada de México asignado a la fuerza naval del pacífico. Originalmente el buque fue construido para la marina británica como HMS Akbar (BAM 1), retornando a la Armada de los Estados Unidos el 23 de enero de 1943, clasificado y numerado como USS Champion (AM 314) y comisionado el 8 de septiembre de 1943, descomisionado el 30 de enero de 1947 pasando a formar parte de la reserva en San Diego, CA. Reclasificado a dragaminas de flota (casco de acero) MSF-314 el 7 de febrero de 1955. Dado de baja de la Armada de los Estados Unidos el 1 de julio de 1972 y transferido a México el 19 de septiembre de 1972 numerado como guardacosta 03 y bautizado con el nombre actual en honor al Militar y político mexicano que participó en la guerra contra Estados Unidos (1846-1847), posteriormente clasificado como cañonero 72 y finalmente en 2003 le fue asignado el numeral actual. Al buque se le construyó una cubierta de anaveaje a popa en los astilleros propios de la Armada de México, modificación al diseño original de buque dragaminas para poder realizar las operaciones de plataforma de vigilancia oceánica.
- Datos: Q7868201